# Ann-Margret
Ann-Margret Olsson (Valsjöbyn, 28 de abril de 1941) é uma atriz, cantora e dançarina sueca.

## Biografia
Nascida na Suécia, ainda jovem se mudou para os Estados Unidos, onde formou carreira. Ficou conhecida ao estrelar em 1964 o grande sucesso de crítica e público Viva Las Vegas. Em 1964, teve um relacionamento com Elvis Presley, que mesmo após o término e seu casamento com Priscilla, ele já declarou que a amava. Outros filmes de sucesso que estrelou foram Ânsia de Amar, de 1971, com Jack Nicholson; e Tommy, de 1975.
Em 2005, foi interpretada pela atriz Rose McGowan na minissérie Elvis. Em 2003, no filme sobre a ex-esposa de Elvis, intitulado de Priscilla foi interpretada por Jorja Candence. 
Em 8 de maio de 1967, se casou em Las Vegas, com o ator Roger Smith, com quem foi casada até a morte do ator em 2017.

## Filmografia

### No cinema
- 1961: Dama por Um Dia (Pocketful of Miracles)
- 1963: Adeus Amor (Bye Bye Birdie)
- 1964: Em Busca do Prazer (The Pleasure Seekers)
- 1964: Amor a Toda Velocidade (Viva Las Vegas)
- 1965: A Marca de Um Erro (Once a Thief)
- 1965: A Mesa do Diabo (The Cincinnati Kid)
- 1966: Matt Helm Contra o Mundo do Crime (Murderer's Row)
- 1966: A Última Diligência (Stagecoach)
- 1966: Feita em Paris (Made in Paris)
- 1967: O Tigre e a Gatinha (The Tiger and the Pussycat)
- 1970: R.P.M.: Revoluções por Minuto (R. P. M.)
- 1971: Ânsia de Amar (Carnal Knowledge)
- 1973: Chacais do Oeste (The Train Robbers)
- 1973: Os Gangsters Não Esquecem (The Outside Man)
- 1975: Tommy
- 1975: Vidas em Fogo (Folies bourgeoises/The Twist)
- 1977: Inocente Sedutor (Joseph Andrews)
- 1977: A Mais Louca de Todas as Aventuras de Beau Geste (The Last Remake of Beau Geste)
- 1978: Um Passe de Mágica/Magia Negra (Magic)
- 1978: O Detetive Desastrado (The Cheap Detective)
- 1979: Cactus Jack, O Vilão (The Villain)
- 1981: O Retorno do Soldado (The Return of the Soldier)
- 1982: Sonhando com a Fama/Hollywood Cheguei! (I Ought to be in Pictures)
- 1984: Uma Rua Chamada Pecado (A Streetcar Named Desire)
- 1985: Duas Vezes na Vida (Twice in a Lifetime)
- 1986: Nenhum Passo Em Falso (52 Pick-Up)
- 1988: Até que a Vida nos Separe (A New Life)
- 1991: Nossos Filhos (Our Sons)
- 1992: Extra! Extra! (Newsies)
- 1993: Dois Velhos Rabugentos (Grumpy Old Men)
- 1995: Dois Velhos Mais Rabugentos (Grumpier Old Men)
- 1994: … E O Vento Levou II (Scarlett)
- 1996: O Rodeio da Vida (Blue Rodeo)
- 1999: Um Domingo Qualquer (Any Given Sunday)
- 1999: Sorriso Da Morte (Happy Face Murders)
- 2002: Viagem Sem Destino (Interstate 60)
- 2004: Táxi (Taxi)
- 2006: Separados pelo Casamento (The Break-Up)
- 2006: Meu Papai É Noel 3 (The Santa Clause 3: The Escape Clause)
- 2009: Um Amor ao Acaso (All's Faire in Love)
- 2009 - Surpresa em Dobro (Old Dogs)
- 2017: Despedida em Grande Estilo (Going in Style)

### Na televisão
- 1961: The Jack Benny Program
- 1963:	The Flintstones
- 1970:	Here's Lucy
- 1993:	Alex Haley's Queen
- 1994:	Scarlett
- 1996:	Seduced by Madness
- 1998:	Four Corners
- 2000:	Touched by an Angel
- 2000:	The 10th Kingdom
- 2000:	Popular God
- 2000:	Third Watch
- 2010:	Law & Order: Special Victims Unit
- 2010:	Army Wives
- 2010:	CSI: Crime Scene Investigation
- 2014:	Ray Donovan
- 2018:	The Kominsky Method
- 2019:	Happy!

## Discografia

### Álbuns
- And Here She Is...Ann-Margret (1961)
- On The Way Up (1962)
- The Vivacious One (1962)
- 3 Great Girls (1962)
- Bachelor's Paradise (1963)
- Beauty And The Beard (1964) (com Al Hirt)
- David Merrick Presents Hits from His Broadway Hits (1964) (com David Merrick)
- Songs From "The Swinger" (And Other Swingin' Songs) (1966)
- The Cowboy and the Lady (1969) (com Lee Hazlewood)
- Ann-Margret (1979)
- God Is Love: The Gospel Sessions (2001)
- Today, Tomorrow and Forever: Box Set (2002) (com Elvis Presley)
- Ann-Margret's Christmas Carol Collection (2004)
- Love Rush (reedição de Ann-Margret) (2007)
- God is Love: The Gospel Sessions 2 (2011)

### Singles
| Ano  | Título                             | Posições nas tabelas | Posições nas tabelas | Posições nas tabelas | Posições nas tabelas |
| Ano  | Título                             | US Country           | US AC                | EUA                  | US Dance             |
| ---- | ---------------------------------- | -------------------- | -------------------- | -------------------- | -------------------- |
| 1961 | I Just Don't Understand            | 17                   | —                    | —                    | —                    |
| 1961 | It Do Me So Good                   | 97                   | —                    | —                    | —                    |
| 1962 | What Am I Supposed To Do           | 82                   | 19                   | —                    | —                    |
| 1969 | Sleep in the Grass                 | —                    | —                    | 13                   | —                    |
| 1979 | Love Rush                          | —                    | —                    | —                    | 8                    |
| 1980 | Midnight Message                   | —                    | —                    | —                    | 12                   |
| 1981 | Everybody Needs Somebody Sometimes | —                    | —                    | —                    | 22                   |

### EPs
- And Here She Is...Ann-Margret (1961)

Side 1: I Just Don't Understand/I Don't Hurt Anymore
Side 2: Teach Me Tonight/Kansas City
- More and More American Hits (compilação) (1962)

Side 2: What Am I Supposed To Do

### Trilha sonora
- State Fair (1962)
- Bye Bye Birdie (1963)
- The Pleasure Seekers (1965)
- Tommy (1975)
- Newsies (1992)
- The Flintstones in Viva Rock Vegas (2000)
- Viva Las Vegas (reediçao em LP de Viva Las Vegas) (2007) (com Elvis Presley)